# Chaitophorus albus
Chaitophorus albus là một loài côn trùng trong họ Drepanosiphidae. Loài này được Mordviko miêu tả khoa học đầu tiên năm 1901.
Đây là loài gây hại phát triển phổ biến ở Uzbekistan.